# Observatori Ciutadà de la Biodiversitat del Lluçanès
L'Observatori Ciutadà de la Biodiversitat del Lluçanès és una iniciativa ciutadana per a la catalogació, el coneixement i la divulgació del medi natural del Lluçanès.
Creat l'any 2015, manté el Catàleg d'éssers vius del Lluçanès i un blog divulgatiu sobre la biodiversitat de la comarca. Ha dut a terme diverses sortides naturalistes, xerrades i altres activitats encaminades a promoure l'observació d'animals i plantes.
A juliol de 2024, el Catàleg inclou més de 4700 espècies identificades d'éssers vius de tota mena, destacant els artròpodes.